# Sp3杂化
sp3杂化是指一个原子同一电子层内由一个ns轨道和三个np轨道发生杂化的过程。原子发生sp3杂化后，上述ns轨道和np轨道便会转化成为四个等价的原子轨道，称为“sp3杂化轨道”。四个sp3杂化轨道的对称轴两两之间的夹角相同，皆为109°28'。sp3杂化一般发生在分子形成过程中。杂化发生前，原子最外层s轨道中的一个电子被激发至p轨道，使将要发生杂化的原子进入激发态；之后，该层的s轨道与三个p轨道发生杂化。此过程中，能量相近的s轨道和p轨道发生叠加，不同类型的原子轨道重新分配能量并调整方向。
以碳原子为例：处于基态的碳原子（电子排布式为：1s22s22p2）的一个2s电子激发至一个空的2p轨道上，使原子进入激发态（电子排布式为：1s22s12p3）。然后，一个2s轨道再和上述三个各填充了一个电子的2p轨道进行sp3杂化，形成四个sp3杂化轨道。该过程中碳原子的原子轨道排布变化情况如下图所示：
在有机化学中，碳原子与其他原子以单键连接时（如烷烃、环烷烃中的碳碳单键和碳氢单键等），碳原子均采用sp3杂化形式。